# Pellonula vorax
Pellonula vorax és una espècie de peix pertanyent a la família dels clupeids.
Pot arribar a fer 12 cm de llargària màxima. Té 15-19 radis tous a l'aleta dorsal i 16-27 a l'anal. És un peix d'aigua dolça, salabrosa i marina; pelàgic-nerític; anàdrom i de clima tropical (13°N-13°S). Es troba a Àfrica des de Libèria fins a Angola.
És inofensiu per als humans.